# Linescio
Linescio, im alpinlombardischen Dialekt Lünèsc, Linesc [lyˈnɛʃ, liˈneʃ], ist eine politische Gemeinde im Schweizer Kanton Tessin. Sie gehört zum Bezirk Vallemaggia und innerhalb dessen zum Kreis Rovana.

## Geographie
Der Ort liegt auf 668 m ü. M. auf den Felsen zur linken Seite der Rovana, 26 km nordwestlich von Locarno. Die westliche Gemeindegrenze führt vom Madone di Càmedo (2446 m ü. M.) in leicht südöstlicher Richtung – meist dem Bach Ri della Fracia entlang – hinunter zur Rovana. Nach deren Überquerung geht sie in einer Südwestkurve hinauf zum Pizzo Sascòla (2057 m ü. M.). Dessen Ostabhang hinunter trifft sie auf den Weiler Rotonda (1268 m ü. M.) und führt in nördlicher Richtung zurück zur Rovana. Nach deren Überschreitung führt sie kurz nach Nordosten, ehe sie eine nordwestliche Richtung einschlägt bis hinauf zum Costone di Camedo (2121 m ü. M.). Von dort führt die kurze Nordgrenze westwärts zurück zum Madone di Càmedo. Die Hauptsiedlungen liegen aneinandergereiht an der Strasse von Cevio Richtung Cimalmotto (Gemeinde Campo (Vallemaggia)) und sind von Ost nach West Ponte Asciutto (708 m ü. M.), Linescio di Fuori (700 m ü. M.), Linescio(-Dorf) (664 m ü. M.) und Linescio di Dentro (677 m ü. M.).
Oberhalb dieser Ortsteile liegen die Weiler Bolla (1020 m ü. M.) und Monte (1093 m ü. M.). Einzige nennenswerte Siedlung der Gemeinde auf der rechten Uferseite der Rovana ist Faido (700 m ü. M.). Es gibt aber weitere Häusergruppen und Einzelgehöfte. Abgesehen von der Hauptsiedlung handelt es sich bei den Weilern meist um Alpen, welche nicht ganzjährig bewohnt sind. Vom gesamten Gemeindeareal von 658 ha sind nur 1,5 % landwirtschaftliche Nutzfläche und 1,2 % Siedlungsfläche. Fast zwei Drittel der Gemeinde, genau 65,6 %, sind von Wald und Gehölz bedeckt, und 31,7 % sind unproduktive Fläche (meist Gebirge).
Nachbargemeinden sind Cevio und Cerentino.

## Geschichte
Erstmals bezeugt findet sich das Dorf im Jahre 1437 als Lignazio. Eine Kapelle San Remigio wird 1591 genannt; die jetzige Kirche stammt aus dem Jahre 1640 (vergrössert 1817–1819, 1875 von Giacomo Antonio Pedrazzi ausgemalt). Eine eigenständige Kirchgemeinde ist Linescio seit 1757, eine selbständige Einwohnergemeinde seit 1858. Vorher gehörte der Ort zu Cevio. Linescio bildet überdies eine mit Cevio gemeinsame Bürgergemeinde.

## Bevölkerung
1591 wurden in Linescio 33 Haushalte gezählt. Seit 1761 (228 Einwohner) entwickelte sich die Bevölkerung wie folgt:
Einwohnerzahlen: Volkszählungsdaten (bei den Zählungen von 1824, 1836 und 1850 wurde Linescio bei Cevio berücksichtigt)

### Entwicklung
Trotz der begrenzten Anbauflächen wuchs der Ort bis 1870 auf 254 Bewohner an. Danach setzte die Überseeauswanderung nach Kalifornien und Australien ein. Der grosse Bevölkerungsrückgang hielt bis in die jüngste Vergangenheit an (1870–2000: − 87,4 %). Die erste Auswanderungswelle (1860–1939) führte nach Übersee, die zweite (seit 1950) in die urbanen Regionen des Kanton Tessins. In den letzten Jahren wanderten allerdings einige wenige Personen zu, so dass der Tiefpunkt der Einwohnerzahl vorerst überwunden zu sein scheint.

### Sprachen
Die alteingesessene Bevölkerung spricht einen lombardischen Dialekt, welcher sich von der italienischen Hochsprache stark unterscheidet. Italienisch wurde bei der letzten Volkszählung (2000) von 81 % (1970 noch 94 %) als Hauptsprache genannt. Durch die Abwanderung der Einheimischen und die Zuwanderung einiger Deutschschweizer stieg der Anteil der Deutschsprachigen von 1970 bis 2000 von 4 % auf 19 %.

### Religionen – Konfessionen
In früheren Zeiten gehörte die gesamte Einwohnerschaft zur römisch-katholischen Kirche. Durch Kirchenaustritte und Zuwanderung hat sich dies geändert. Im Jahr 2000 sind 75 % römisch-katholische und 3 % evangelisch-reformierte Christen. Daneben findet man 19 % Konfessionslose.

### Herkunft – Nationalität
Von den 42 Einwohnern Ende 2020 waren 38 (90 %) Schweizer Staatsangehörige. Bei der letzten Volkszählung (2000) waren 91 % Schweizerbürger und 9 % italienische Staatsangehörige.

## Politik
Oberstes Organ der Gemeinde ist die Gemeindeversammlung (Assemblea comunale); teilnahmeberechtigt sind alle in der Gemeinde wohnhaften Stimmberechtigten. Die Gemeindeversammlung wählt als leitendes Organ den dreiköpfigen Gemeinderat (Municipio), in dem der Gemeindepräsident (Sindaco) den Vorsitz führt. Der Gemeindepräsident ist Michele Moretti (Stand 2024). Weitere Mitglieder sind Piera Pelganta und Gabriele Marazzi.

## Wirtschaft
Früher lebte die Bevölkerung von Ackerbau, Viehzucht und von der Steinbearbeitung (Gneis-Abbau). Wegen der fehlenden Möglichkeiten wanderten im 19. Jahrhundert viele Bewohner nach Kalifornien und Australien aus.
Die Einwohner arbeiten heute mehrheitlich ausserhalb der Gemeinde in Gewerbe- und Dienstleistungsberufen. Nachdem der Bauernstand zwischenzeitlich ausgestorben war, betätigen sich seit 2005 wieder zwei Personen in der Landwirtschaft. Heute gibt es im Ort auch wieder ein kleines Restaurant, die «Osteria Sascola», seit 2013 ein einfaches Gasthaus am Dorfeingang und überdies ein Atelier für Porzellanmalerei.
Die «Stiftung Rivivere», die in den 1990er-Jahren ihr Engagement für die Landschaft begonnen hatte, eröffnete im Mai 2016 im Ortsteil Canton sott die «Hostelleria», ein Nonprofit-Saison-Gruppenhaus mit Wohnungen für siebzig Gäste.

## Verkehr
Linescio ist durch die Postautolinie Cevio-Bosco/Gurin respektive Cevio-Cimalmotto ans Netz des öffentlichen Verkehrs angeschlossen. Da nur wenige Postautos pro Tag verkehren, benutzen die jüngeren Bewohner zwangsläufig ihr Privatauto, um mobil zu sein.

## Sehenswürdigkeiten

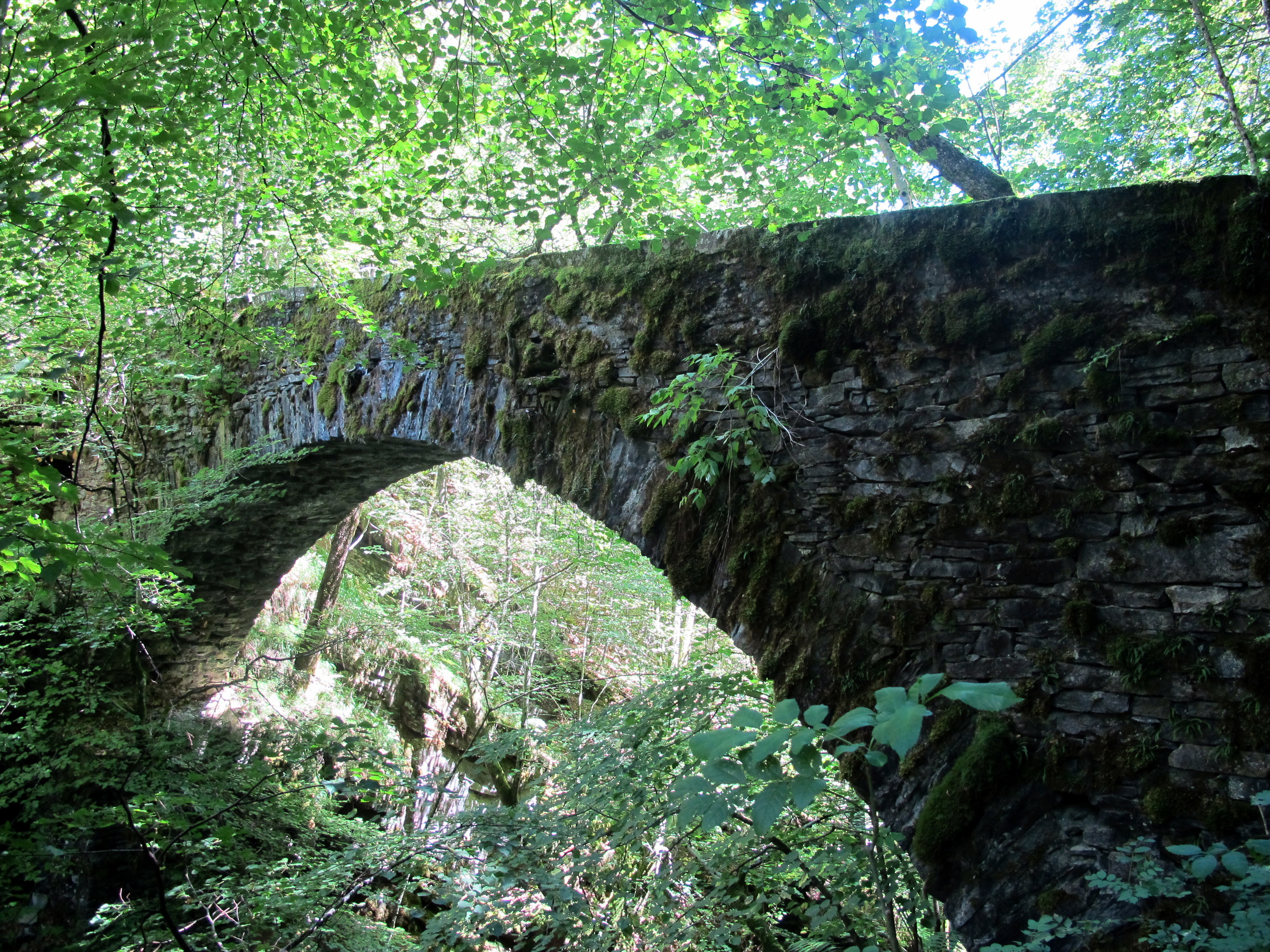
Steinbrücke über die Rovana

Das Dorfbild ist im Inventar der schützenswerten Ortsbilder der Schweiz (ISOS) als schützenswertes Ortsbild der Schweiz von nationaler Bedeutung eingestuft.
- Pfarrkirche San Remigio[14][15]
- Betkapelle im Friedhof mit Fresken des Malers Giacomo Antonio Pedrazzi (* 2. Dezember 1810 in Cerentino; + 17. Oktober 1879 ebenda)[16][14]
- Oratorium auf dem Monte Faïd[14]
- Wohnhaus (1880) im Ortsteil Linescio di Dentro[14]
- Ruine des alten Dorfteils Faïd (Faedo)[14]
- zwei alte Mühlen[14]
- altes Waschbecken[14]
- Terrassierungen in den Ortsteilen Gerbi und Cios[14]
- Steinbrücke über die Rovana[14]